# Cryptopimpla turana
Cryptopimpla turana är en stekelart som först beskrevs av Heinrich Habermehl 1917.
Cryptopimpla turana ingår i släktet Cryptopimpla och familjen brokparasitsteklar. Inga underarter finns listade i Catalogue of Life.